# Erythroxylum anceps
Erythroxylum anceps es una especie de planta perteneciente a la familia Erythroxylaceae. El área de distribución nativa de esta especie es Madagascar. Es un arbusto que crece principalmente en el bioma tropical estacionalmente seco.

## Taxonomía
Erythroxylum anceps fue descrita por el botánico alemán Otto Eugen Schulz y la descripción publicada en Das Pflanzenreich IV, 134: 134 en 1907.